# Anthony Allen
Anthony Allen   (Chicago, 11 de gener de 1982) Anthony «Tony» Allen és un ex-jugador professional de bàsquet que va acabar la seva carrera als New Orleans Pelicans, franquícia de l'NBA.
Va ser seleccionat pels Celtics en la posició 25 del Draft de l'NBA de 2004. En la seva primera temporada a la lliga, va ser seleccionat per disputar el partit Rookies vs. Sophomores durant el cap de setmana de l'All-Star, juntament amb el seu company d'equip, Al Jefferson. Aquell any, va fer una mitjana de 6,4 punts i 2,9 rebots per partit.
Cap al final de la seva carrera, va ser intercanviat amb els Chicago Bulls juntament amb Ömer Aşık, Jameer Nelson i una elecció de primera ronda del draft, a canvi de Nikola Mirotić i una elecció de segona ronda del draft. Tanmateix, vuit dies abans del que havia de ser el seu debut amb l'equip de la seva ciutat natal, els Chicago Bulls van decidir no contractar-lo.